# Ploceus ocularis
Ploceus ocularis là một loài chim trong họ Ploceidae.